# Mokare

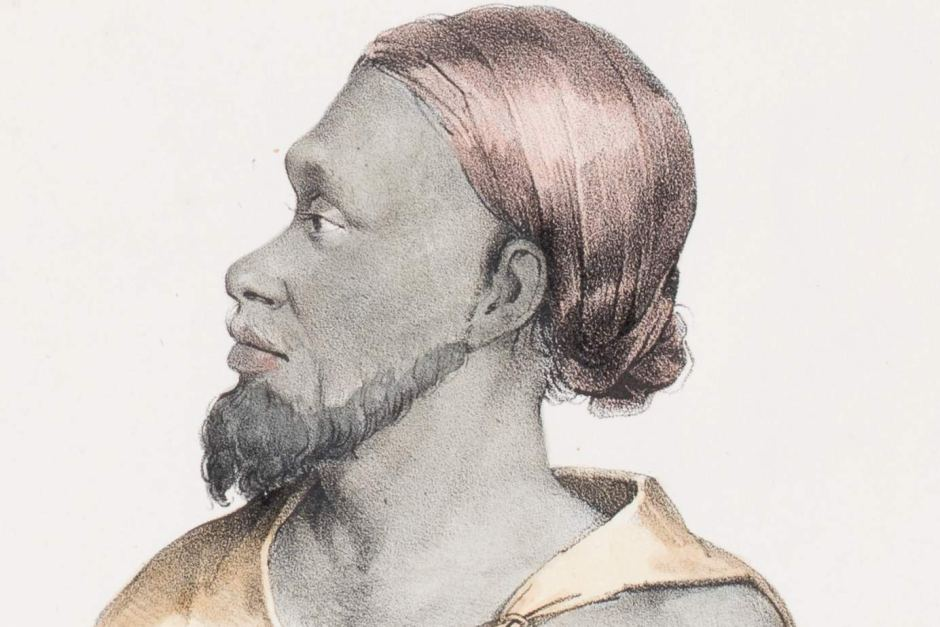
Mokare's portret door de Sainson.

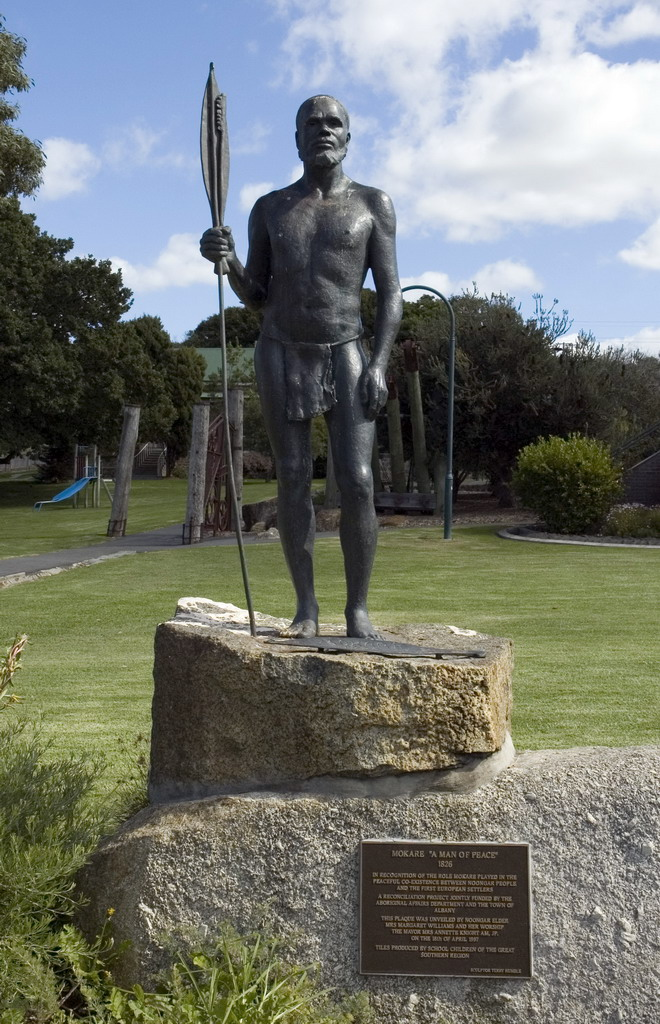
Standbeeld van Mokare in Albany

Mokare (ca. 1800 - 26 juni 1831) was een Nyungah Aboriginesman van de Minang-taalgroep. De Aboriginesman speelde een belangrijke rol in de Europese kolonisatie van het zuidwesten van West-Australië. 

## Biografie
Mokare had zeker twee broers. Mollian stond vermoedelijk ook bekend als Yallapoli. Met Nakina bracht Mokare regelmatig bezoeken aan King George Sound en aan dr. Alexander Collie. Nakina was de oudste broer en hoofd van de familie. Mokare had ook een getrouwde zus. Hij werd soms Mokaré, Mokkare, Mawcarrie, Markew of Makkare genoemd.
De door Phillip Parker King vermeldde charismatische "Jack" tijdens de expeditie naar King George Sound in 1821 betrof vermoedelijk Mokare. Nakina, Mokare en zijn goede vriend Coolbun waren aan boord gegaan van Kings schip en ruilden nagemaakte artefacten als grap. Coolbun verbaasde King toen hij begreep hoe een kanon werkte nadat King een schot had gelost om hen te imponeren. In juli 1826 kwam Mokare in contact met de jonge Franse officieren van het schip L'Astrolabe tijdens de expeditie van Jules Dumont d'Urville om de kust Van West-Australië te verkennen. Louis de Samson maakte toen het enige portret van Mokare.
Toen majoor Edmund Lockyer in 1827 met de brik Amity in King George Sound aankwam toonde Mokare de Europeanen de paden in de streek die de Nyungah reeds generaties lang gebruikten en onderhielden. Veel van die paden van weleer zijn de wegen van vandaag. Hij werd een goede vriend van de assistent-chirurg J.S. Nind met wie hij regelmatig contact had.
In december 1829 diende hij als gids voor de expeditie van Thomas Braidwood Wilson die onder meer Mount Barker, Mount Lindsay, de rivieren Hay en Denmark en de Wilson-inham verkenden en benoemden. Twee maanden later diende hij weer als gids in dat gebied maar nu voor kapitein Barker's expeditie. Dankzij de open en vriendelijke persoonlijkheid van Mokare waren er weinig problemen tussen de eerste kolonisten en de Aborigines.
Toen Alexander Collie als eerste magistraat van King George Sound werd benoemd, raakte hij er bevriend met Mokare en Nakina. Collie ging in april 1831 met Mokare als gids en tolk op expeditie naar de Porongorups. Beide broers leverden informatie voor Collie's essay over de Aborigines van King George Sound in de Perth Gazette van juli/augustus 1834.
Mokare stierf op 26 juni 1831 in het bijzijn van Alexander Collie en Nakina. Bij zijn begrafenisceremonie waren zowel Europeanen als Aborigines aanwezig. Nakina bepaalde de plaats en de Europeanen groeven het graf. Mokare werd begraven met zijn mantel en persoonlijke bezittingen. Toen Alexander Collie op 8 november 1835 stierf werd hij op zijn uitdrukkelijke vraag begraven naast Mokare.

## Nalatenschap
Er staat een standbeeld in Albany ter zijner nagedachtenis.
In Denmark werd een drie kilometer lang wandelpad langs de rivier Denmark naar hem vernoemd, de Mokare Heritage Trail.